# Premios Gold Tie
Premios Juveniles Gold Tie o simplemente Gold Tie, se concedieron anualmente como estímulo y reconocimiento al trabajo artístico juvenil de Chile en todas sus formas. Se trató de una plataforma de premiación dirigida al segmento juvenil con características similares a los MTV Video Music Awards, los Nickelodeon Kids' Choice Awards o los Teen Choice Awards. A través de la página web, jóvenes votaban por las distintas categorías a través de un sistema de votación en línea, nominándose a los artistas y personajes más votados.
El primer evento de los Premios se realizó el 9 de diciembre de 2010, en el Teatro Caupolicán. La última entrega fue en el año 2012.

## Anfitriones
| Año  | Anfitriones                                                                         |
| ---- | ----------------------------------------------------------------------------------- |
| 2010 | Carla Jara, Viví Rodríguez, Carlos Sandía y Black Attack.                           |
| 2011 | Yamna Lobos, Constanza Varela, Katherine Bodis y Carlos Sandía.                     |
| 2012 | Yamna Lobos, Mariana Marino, Tamara Primus, Juan "Chispa" Lacassie y Carlos Sandía. |

## Actuaciones en vivo
Los Premios Gold Tie también tuvieron invitados del ámbito musical, algunos de ellos: 
- 2010: Rigeo, Denise Rosenthal, C4.
- 2011: Eyci and Cody, Andrés de León, Denise Rosenthal, Shamanes Crew, Augusto Schuster.
- 2012: C4, Camila Silva, Amitié, La Otra Fe, De Saloon, Paulino Monroy.

## Invitados especiales
- 2011: Jhendelyn Núñez, Edmundo Varas, Jorge Zabaleta, Dominique Gallego, Bernardo Borgeat, José Luis "Joche" Bibbó.

## Ganadores

### 2010
- Mejor Programa Radial : Ataque 40 – 40 Principales
- Mejor Locutor Radial Juvenil: Matías Vega
- Mejor Actor Juvenil: Fernando Godoy
- Modelo Destacado: Jhendelyn Núñez
- Premio a la Trayectoria: Cristián Arriagada
- Mejor Cantante Juvenil: Denise Rosenthal
- Mejor Grupo Juvenil: Shamanes Crew
- Mejor Cantante Trayectoria Juvenil: Juan David Rodríguez
- Mejor Animador Juvenil: Martín Cárcamo
- Mejor Programa Juvenil: Calle 7
- Premio a la Revelación Juvenil: Karol Lucero
- Mejor Panelista Farándula: Juan Pablo Queraltó
- Rostro Popular Juvenil: Valentina Roth

### 2011
- Mejor Programa Radial: Comunidad K (Radio Carolina
- )Mejor Locutor Radial Juvenil: Karol Lucero
- Mejor Actor Juvenil: Karol Lucero
- Modelo Destacado: Lucila Vit
- Premio a la Trayectoria Actor: Jorge Zabaleta
- Mejor Cantante Juvenil: Denise Rosenthal
- Mejor banda Juvenil: Eyci and Cody
- Premio a la Trayectoria Cantante Juvenil: Andrés de León
- Premio a la Trayectoria Banda Juvenil: Chancho en Piedra
- Mejor banda o Cantante Tropical: Americo
- Mejor Animador Juvenil: Jean Philippe Cretton
- Mejor Programa Juvenil: Calle 7
- Premio a la Revelación Juvenil: Constanza Varela
- Mejor Panelista Farándula: Juan Pablo Queraltó
- Rostro Popular Juvenil: Karol Lucero
- Mejor video musical: Josephine - DJ Méndez
- Mejor Película Chilena: Qué pena tu vida - Nicolás López

### 2012
- Mejor Locutor Radial: Matías Vega
- Mejor Programa Radial: "Comunidad K" (Radio Carolina)
- Mejor Radio Emisora: 40 Principales
- Mejor Cantante Juvenil: Mario Guerrero
- Mejor Programa Juvenil de TV: Calle 7
- Premio a la Trayectoria de Cantantes: DJ Méndez
- Premio a la Trayectoria de Bandas: Los Bunkers
- Mejor banda Juvenil: Natalino
- Mejor Grupo Musical y Tendencia Popular: Eyci and Cody
- Mejor video musical: "I Wanna Give My Heart"(de Denise Rosenthal)
- Mejor Película Chilena: Stefan v/s Kramer
- Mejor Actor Juvenil: Francisco "Chapu" Puelles
- Mejor Actuación Juvenil: Faloon Larraguibel
- Premio a la Trayectoria Actor (Actriz): Benjamín Vicuña
- Mejor Animador Juvenil de TV: Jean Philippe Cretton
- Rostro Popular Juvenil: Karol Lucero y Dominique Gallego
- Rostro Revelación Juvenil: Juan Carlos "JC" Palma
- Modelo Destacado: José Ignacio Valenzuela
- Mejor Panelista o Periodista de Farándula: Alejandra Valle
- Premio a la Creación de Proyectos Juveniles: TVN
- Mejor Radio Regional: Radio Fiessta (Rancagua)